# Kopilovtsi (distrikt i Bulgarien, Kjustendil)
Kopilovtsi (bulgariska: Копиловци) är ett distrikt i Bulgarien.   Det ligger i kommunen obsjtina Kjustendil och regionen Kjustendil, i den västra delen av landet, 60 km sydväst om huvudstaden Sofia.
Trakten runt Kopilovtsi består till största delen av jordbruksmark. Runt Kopilovtsi är det ganska glesbefolkat, med 24 invånare per kvadratkilometer.